# ルートヴィヒスアウ
ルートヴィヒスアウまたはルートヴィヒザウ (ドイツ語: Ludwigsau)はドイツ連邦共和国ヘッセン州カッセル行政管区のヘルスフェルト＝ローテンブルク郡に属す町村（以下、本項では便宜上「町」と記述する）である。面積 112 km2 のヘッセン州で最も広い町の1つである。

## 地理

### 位置
この町は、バート・ヘルスフェルト、ベーブラ、ローテンブルク・アン・デア・フルダの3都市に挟まれたフルダ川沿いに位置している。町域は、ゾイリングスヴァルトの周縁部、ロールバッハ川とその左岸側支流でクニュル山地東部のエンダースバッハ川沿いに伸びている。ロールバッハ川はライロス付近でフルダ川に合流する。ロールバッハ川は、部分的にベーゼングルント (ドイツ語: Besengrund) と呼ばれるが、これは籐籠職人や箒職人 (ドイツ語: Besenbinder) と関連している。これらの職業は何世紀も前から盛んであった。

### 隣接する市町村
ルートヴィヒスアウは、北はアルハイムおよびローテンブルク・アン・デア・フルダ、東はベーブラおよびロンスハウゼン、南東はフリーデヴァルト、南はバート・ヘルスフェルト、西はノイエンシュタイン（以上、いずれもヘルスフェルト＝ローテンブルク郡）およびクニュルヴァルト（シュヴァルム＝エーダー郡）と境を接している。

### 自治体の構成
この町は、ベーエンハウゼン、ビーデバッハ、エルスローデ、フリートロス、ゲルテローデ、ハインローデ、メックバッハ、メックラー、ニーダータールハウゼン、オーバータールハウゼン、ライロス、ロールバッハ、タンの13地区で構成されている。

## 歴史
1971年/1972年の地域再編によって、バート・ヘルスフェルトの北のフルダタール（フルダ川の谷）、ベーゼングルント、およびそれに接する谷に2つの町が成立した。その後すぐに、この町村共同体とそれまで独立していた村落が大きな自治体ルートヴィヒスアウとして融合した。
名前の由来となったのは、現在の町域にその名にちなんだ城を2つ（ルートヴィヒスエック城館とルートヴィヒスアウエ城砦）建設したヘッセン方伯ルートヴィヒ1世である。後者の城砦は、ロールバッハ川がフルダ川に合流する地点にあったが、現在では、目に見える痕跡は遺っていない。

### 町村合併
1971年12月31日、それまで独立していた町村ベーエンハウゼン、エルスローデ、ハインローデ、オーバータールハウゼンが自由意思に基づいて合併し、ルートヴィヒスエックが成立した。同日、ビーデバッハ、フリートロス、ゲルテローデ、メックラー、タンが同じく自由意思に基づいて合併してルートヴィヒスアウが成立した。特にフリートロスは、郡庁所在都市バート・ヘルスフェルトへの強制的な編入を免れることに関心を持っていた。
ニーダータールハウゼンがルートヴィヒスエックへの合併を拒んだため、1972年8月1日の市町村再編の際にルートヴィヒスエックは廃止され、これに属していた集落とニーダータールハウゼン、さらにメックバッハとロールバッハが、ルートヴィヒスアウに強制的に統合された。

## 行政

### 議会
この町の議会は25議席からなる。

### 首長
ヘッセン州の自治体法によれば、首長は町政委員会（ドイツ語: Gemeindevorstand）の代表である。町政委員会は、ルートヴィヒスアウでは町長の他に7人の名誉職で構成される。町長のトーマス・バウマン（無所属）は、2012年3月25日に 86.6 % の支持票を獲得して、2018年までの4期目の当選を果たした。2018年4月22日の町長選挙決選投票では、ヴィルフリート・ハーゲマンが 53.2 % の票を獲得して新たな町長に選出された。

### 紋章
図柄: 青い2本の波線で斜め上下に二分割。右上（向かって左上）部分は銀地に赤い城。左下（向かって右下）部分は銀地に赤い水車。
解説: 水車の13個のバケットはこの町の地区を示しており、城はルートヴィヒスエック城を表している。2本の波線はフルダ川とロールバッハ川である。

### 姉妹自治体
- シュトルト＝ヘルマースホーフ（ドイツ、テューリンゲン州、現在はフロー＝ゼーリゲンタール（ドイツ語版、英語版）の一部）1990年[7]
- シャンジェ（フランス語版、英語版）（フランス、サルト県）1997年[8]

## 文化と見所
歴史的な重要な建造物には以下のものがある。

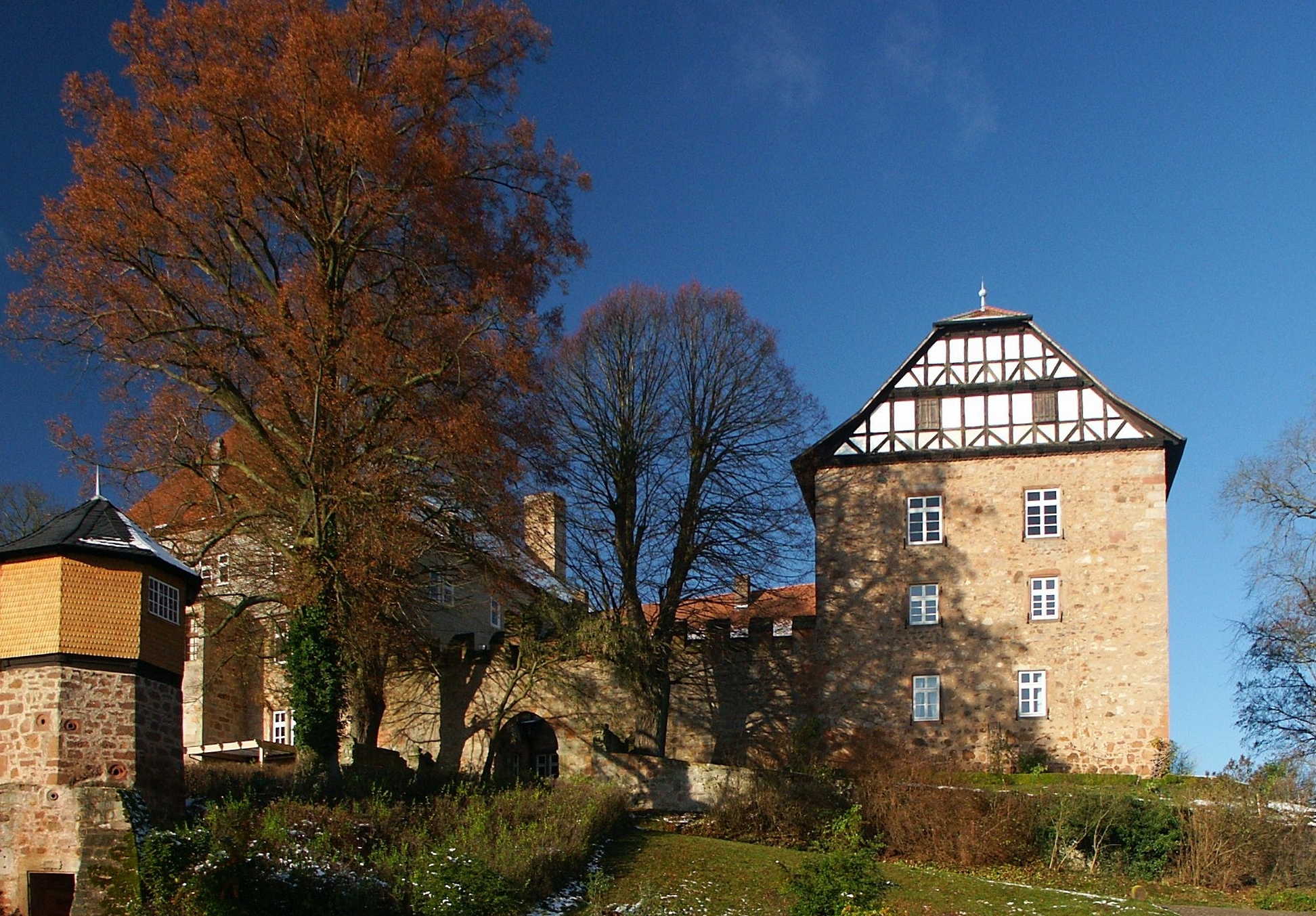
ルートヴィヒスエック城

- ルートヴィヒスエック城: ベーエンハウゼン、エルスローデ、シュターケルスハウゼンの間に位置する。1400年頃の建造。現在はギルザ家の所有である。
- 飛行機事故追悼の場「イン・デア・ノネンロート」

周辺の自然文化財には以下のものがある。
- 「フルダアウエ」自然保護地区（メックラー近郊）
- マルフスタール景観保護地区（エルスローデ近郊）
- ハウクスグルント景観保護地区（ビーデバッハ近郊）
- ゲルンコプル（海抜 417 m、オーバータールハウゼンの上部）

## 経済と社会資本

### 交通
メックラー、ライロス、フリートロスを連邦道 B27号線が通っている。フリートロス地区には鉄道ベーブラ - フルダ線の駅がある。この鉄道を走る列車はカントゥス交通会社（R5号線、カッセル - ベーブラ - バート・ヘルスフェルト - フルダ）が運行している。大きな貨物駅を併設していたメックラー駅は1980年代に閉鎖された。ルートヴィヒスアウのすべての地区間およびバート・ヘルスフェルトへは ÜWAG の路線バス 320号線が定期的に運行している。

#### 自転車道
フリートロス地区やメックラー地区を以下の自転車道が通っている。
- ヘッセン広域自転車道 R1号線（フルダ自転車道）レーン山地（ドイツ語版、英語版）の高台からフルダ川沿いに、ヴェーザー河畔のバート・カールスハーフェンまでの 250 km[9]。
- D-ルート 9号線（ヴェーザー＝ロマンティック街道） 北海からブレーメン、カッセル、フルダ、タウバータールを通ってアルゴイ（ドイツ語版、英語版）のフュッセンまで (1,197 km)[10]。

### 地元企業
メックラー＝メックバッハのフルダアウエの工業地域には、2007年から DHLサプライ・チェーンがある。メックラー＝メックバッハには、近郊に4つの遠隔地域ガス供給管理所と1つの大きな変電所がある。イベルドローラ電力コンツェルンはここにコンバインドサイクル発電所の建設を決定した。イベルドローラは2011年にデンマークのエネルギーコンツェルン ドン・エナジーにその一部を売却した。建設工事は元々2010年に着工予定であったが、現在無期限延期になっている。